# Quemado (Texas)
Quemado es un lugar designado por el censo (en inglés, census-designated place, CDP) situado en el condado de Maverick, Texas, Estados Unidos. Según el censo de 2020, tiene una población de 162 habitantes.

## Geografía
La localidad está ubicada en las coordenadas 28°56′50″N 100°37′25″O / 28.94722, -100.62361 (28.947141, -100.623748). Según la Oficina del Censo, tiene una superficie de 0.3 km², correspondientes en su totalidad a tierra firme.

## Demografía
Según el censo de 2020, en ese momento había 162 personas residiendo en la localidad. La densidad de población era de 540 hab./km².
| Composición racial     | Habitantes | Porcentaje |
| ---------------------- | ---------- | ---------- |
| Blancos                | 67         | 41.36%     |
| Afroamericanos         | 1          | 0.62%      |
| De otras razas         | 32         | 19.75%     |
| De una mezcla de razas | 62         | 38.27%     |
| Total                  | 162        | 100%       |

Del total de la población, el 91.98% de los habitantes eran hispanos o latinos de cualquier raza.